# ولمیشلوس
ولمیشلوس (به لاتین: Velemyšleves) یک ناحیه در جمهوری چک است که در Louny District واقع شده‌است.

## خصوصیات
ولمیشلوس ۱۶٫۴۱ کیلومترمربع مساحت و ۳۰۹ نفر جمعیت دارد و ۲۳۸ متر بالاتر از سطح دریا واقع شده‌است.